# 10458 Сфранке
10458 Сфранке (10458 Sfranke) — астероїд головного поясу, відкритий 2 вересня 1978 року.
Тіссеранів параметр щодо Юпітера — 3,532.